# Novoszibirszki metróhíd
A novoszibirszki metróhíd az Ob fölött átnyúló metróhíd Novoszibirszkben. A Leninszkaja vonal Sztugyencseszkaja és Recsnoj vokzal állomását köti össze. A világ leghosszabb fedett metróhídja.

## Története
A metróhíd építése 1980 augusztusában kezdődött meg, és 1986. január 7-én fejezték be. Hossza 2145 m, és a világ hetedik leghosszabb folyója felett ível át.

## Fordítás
Ez a szócikk részben vagy egészben  a   Novosibirsk Metro Bridge című angol Wikipédia-szócikk ezen változatának fordításán alapul.  Az eredeti cikk szerkesztőit annak laptörténete sorolja fel. Ez a jelzés csupán a megfogalmazás eredetét és a szerzői jogokat jelzi, nem szolgál a cikkben szereplő információk forrásmegjelöléseként.